# 摩托车直线加速赛

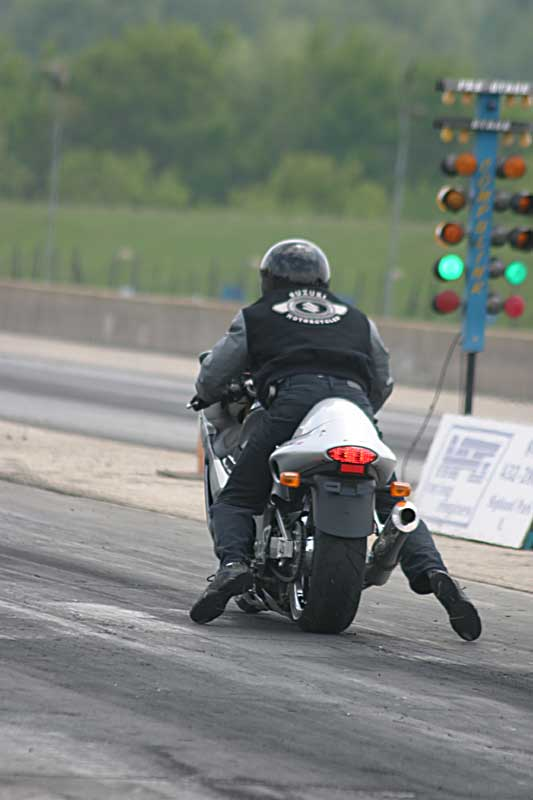
在起跑線上的直線加速賽選手

摩托車直線加速賽（也稱為衝刺）是指兩名參賽者在直線賽道上的摩托車競速賽。賽道設有起跑指示燈，為1/4英哩長的兩線道直線柏油路。選手的時間及最後極速會被記錄下來，以最先抵達終點的選手為贏家。最著名的加速賽為原廠無外助輔助賽；其他類型的則有數種，也包括使用一千匹馬力的硝基甲烷引擎賽。
在競賽分類中為高級燃料組的的摩托車會使用硝基甲烷作為燃料，可以達到將近一千五百匹馬力。在靜止的狀態下起跑時，最初的60英呎在一秒以內就可以駛過，而在1/8英哩或660英呎內可以達到時速200英哩。

目前世界紀錄是在2012年8月24日瑞典的Tierp Arena （页面存档备份，存于），由當地選手彼得·斯文森所創下；當時的1/4英哩賽程所耗費時間僅有5.709秒。
而北美的紀錄為同樣是由高級燃料類別的老手、別名Spiderman的Larry Mcbride於2008年11月創下，賽事地點位於南喬治亞州的Motorsports Park，紀錄時間為5.74秒。
Elmer Trett被許多人認為是史上最厲害的選手，在他1996年英年早逝以前，Trett在印第安納波利斯的Raceway Park創下了6.06秒的紀錄。